# 사라 코랄레스
사라 코랄레스(Sara Corrales, 1985년 12월 27일 ~ )는 콜롬비아의 배우, 모델, 댄서이다.